# Розьер-о-Салин
Розье́р-о-Сали́н (фр. Rosières-aux-Salines) — коммуна во французском департаменте Мёрт и Мозель, региона Лотарингия. Относится к кантону Сен-Николя-де-Пор.

## Демография
Население коммуны на 2010 год составляло 2866 человек.
| 1962 | 1968 | 1975 | 1982 | 1990 | 1999 | 2010 |
| ---- | ---- | ---- | ---- | ---- | ---- | ---- |
| 2550 | 2584 | 2604 | 2830 | 2946 | 2839 | 2866 |

## Известные уроженцы
- Марк-Антуан Парсеваль (1755—1836) — французский математик.